# Warning Sign (película)
Warning Sign (Señal de alarma en España y Señal de alerta en Hispanoamérica) es una película dirigida por Hal Barwood y protagonizada por Sam Waterston, Kathleen Quinlan y Yaphet Kotto.

## Argumento
En un laboratorio están desarrollando secretamente armas biológicas. Un día un accidente en ese laboratorio provoca la dispersión de una siniestra bacteria. El sistema de seguridad del edificio cierra entonces por ello el complejo con todo el personal dentro, lo que hace muy difícil la lucha por la supervivencia.

## Reparto
| Actor            | Personaje         |
| ---------------- | ----------------- |
| Sam Waterston    | Cal Morse         |
| Kathleen Quinlan | Joanie Morse      |
| Yaphet Kotto     | Mayor Connolly    |
| Jeffrey DeMunn   | Dr. Dan Fairchild |
| Richard Dysart   | Dr. Nielsen       |
| G. W. Bailey     | Tom Schmidt       |
| Jerry Hardin     | Vic Flint         |

## Producción
Hal Barwood, un antiguo colaborador de Steven Spielberg, decidió meterse, después de realizar exitosos guiones como Encuentros en la tercera fase (1977), en la dirección y debutó correspondientemente con este filme.
Una vez preparado todo, se filmó entonces la película en Utah.

## Recepción
Hoy en día la película ha sido valorada en portales cinematográficos y por críticos profesionales. En IMDb, con aproximadamente 2900 votos registrados, el filme obtiene una media ponderada de 6,1 sobre 10. En cuanto a Rotten Tomatoes, los más de 500 votos registrados en el portal dieron a la producción cinematográfica una valoración media de 3,1 de 5, mientras que los 10 críticos profesiones registrados en este portal le dieron una valoración media de 4,5 de 10. También cabe destacar, que en La Vanguardia el 62 % de los usuarios registrados allí le dieron una valoración positiva.